# Svenne & Lotta
Svenne & Lotta (talvolta accreditati come Sven & Charlotte) erano un duo musicale svedese attivo fra il 1969 e il 2014 e composto dai coniugi Svenne e Lotta Hedlund.

## Storia
Nel 1966 Svenne Hedlund, cantante dei Hep Stars, ha incontrato la statunitense Charlotte Jean Butler, facente parte del trio The Sherrys, a un evento organizzato dal cantante Jerry Williams, dopo il quale hanno avuto modo di passare del tempo assieme durante la tournée svedese di Charlotte. I due hanno presto avviato una relazione, tanto che poco dopo il ritorno negli Stati Uniti, Butler ha deciso di tornare in Svezia con la madre e i tre figli per ufficializzare il loro rapporto.
I due hanno presto avviato un sodalizio artistico con la pubblicazione dei primi due album Compromise e Tillsammans per Romance Records, prodotti da Benny Andersson e Björn Ulvaeus. La nuova formazione è però durata poco: Andersson e Ulvaeus si sono concentrati sul loro nuovo progetto artistico, gli ABBA, trovando enorme successo. Svenne & Lotta hanno cercato di seguire la stessa strada partecipando nel 1975 a Melodifestivalen, il programma di selezione del rappresentante svedese per l'Eurovision Song Contest, piazzandosi al 3º posto con l'inedito Bang-a-Boomerang. La canzone è diventata il loro primo grande successo in Scandinavia, e in modo particolare in Danimarca, mercato per il quale hanno continuato a pubblicare musica nei decenni a venire.
Nel 1976 Svenne & Lotta hanno fatto il loro primo ingresso nella classifica svedese con l'album Letters, che si è piazzato 13º, seguito due anni dopo da Bring It On Home, che si è fermato alla 32ª posizione. Entrambi i dischi sono stati pubblicati dall'etichetta Polar Music.
Il duo è tornato a partecipare a Melodifestivalen nel 2000 con Bara du och jag insieme al duo rap Balsam Boys, classificandosi al 7º posto su 10 partecipanti. Sono comparsi anche nell'edizione del 2005, questa volta come ospiti, per celebrare il trentesimo anniversario di Bang-a-Boomerang. Svenne & Lotta sono rimasti attivi come duo fino al 2014, anno del loro divorzio.

## Discografia

### Album in studio
- 1970 – Compromise
- 1971 – Tillsammans
- 1973 – Oldies but Goodies
- 1975 – 2
- 1976 – Letters
- 1978 – Bring It On Home
- 1980 – Rolls-Royce
- 1981 – Det är en härlig feeling
- 1983 – Love in Colour

### Raccolte
- 1973 – Svenne och Lotta med Hep Stars 1966-1968
- 1977 – Golden Hits
- 1983 – Från Cadillac till Rolls Royce
- 1985 – Bästa
- 1987 – Svenne & Lotta med gäster vol. 1
- 1992 – Nästan bara på svenska
- 1994 – Greatest and Latest
- 1995 – Oldies But Greatest
- 1995 – Oldies But Greatest 2
- 1996 – The Very Best of Svenne & Lotta
- 2000 – The Great Collection
- 2002 – Tio gyllene år med Svenne & Lotta 1973-1983

### Singoli
- 1969 – Speedy Gonzales/Let It Be Me
- 1970 – Peter Pan (con la Mats Olssons Orkester)
- 1971 – Små små ord
- 1971 – Show Me/Take a Message to Mary
- 1971 – Nån där uppe måste gilla mej/Jag vänjer mej aldrig nånsin vid sån där hambo
- 1972 – Natten lång/Det brinner en eld
- 1972 – När jag hör en gammal sång/Hur ska man veta att kylskåpslampan släcks?
- 1973 – Do You Want to Dance
- 1973 – Breakin' Up Is Hard to Do
- 1973 – Sandy
- 1973 – Be My Baby
- 1974 – Dance (While the Music Still Goes On)
- 1975 – Bang en boomerang
- 1975 – Tell Laura I Love Her
- 1975 – Chapel of Love
- 1976 – Extra, Extra
- 1976 – Funky Feet
- 1978 – Can't Stop Myself (From Loving You)
- 1979 – De' e' så 're e' - jag älskar dej/Cadillac
- 1980 – All Day in Love/När dagen försvinner
- 1980 – Det är en härlig feeling
- 1980 – Don't Put Me Down
- 1981 – Om jag fick leva om mitt liv/När jag behövde dig mest
- 1982 – Här är min symfoni/Bara du
- 1983 – Love Me/Bad Girl
- 1985 – Ett och ett är alltid två
- 1988 – Karneval
- 1995 – Love Songs